# Clytoscopa
Clytoscopa là một chi bướm đêm thuộc họ Noctuidae.

## Các loài
- Clytoscopa iorrhoda Turner, 1931
- Clytoscopa serena Turner, 1931